# Silberwährung
Eine Silberwährung war eine Währung, bei der Geld aus Silber in Form von Münzen als Zahlungsmittel dient. Umlaufendes Papier- und auch Buchgeld (Giralgeld) konnte außerdem zu einem festgelegten Wechselkurs in Silber umgetauscht werden.

## Geschichte

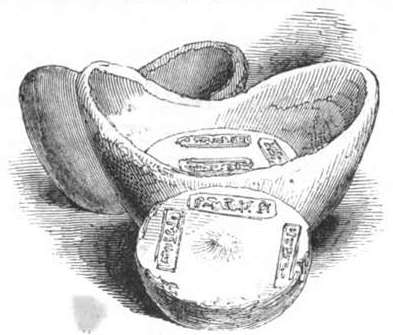
Chinesisches Syceesilber

Das Kaiserreich China besaß eine der ältesten Silberwährungen.
Anstelle von Münzen waren Barren im Gewicht von meist 1–50 Tael üblich. In der Tang- und der Song-Dynastie dominierte der sogenannte „Axe“-Typ (Form einer Doppelaxt); später dominierten trommel-, seidenschuh-, sattelförmige und eher klassische Barrenformen. Die Kennzeichnung erfolgte durch manuelle Beschriftung (vor allem frühe und schwere Sycees) oder Stempel.
Eine Zeit der Vorherrschaft auf Silber gestützter Währung war das frühe Mittelalter, als der Silberdenar den noch aus der Römerzeit übernommenen Goldsolidus ablöste und im europäischen Bereich ein Wertverhältnis beider von 12:1 festgelegt wurde.
Im Deutschen Reich war der Reichstaler – Nachfolger des Joachimstalers sowie aller anderen Guldengroschen (silberne Gulden) – von 1566 bis 1750 offizielle  Währungsmünze. Österreich prägte im 18. Jahrhundert den Maria-Theresien-Taler, auch „Levantiner Thaler“ genannt,  der sich in  orientalischen Ländern bis weit ins 20. Jahrhundert als zwar inoffizielles, aber anerkanntes Zahlungs- und von Silberpreisveränderungen unangefochtenes Wertaufbewahrungsmittel hielt.
Die 1776 begründeten Vereinigten Staaten von Amerika wählten 1792 in Anlehnung an den Taler den US-Dollar als Silbermünze mit geringem Goldgehalt zu ihrer Währung, bis man 1873 die Silberdeckung aufgab und zu einem „Gold-Dollar“ überging, der jedoch nie ausgeprägt wurde. Bis 1933 konnte für dieses Feingoldäquivalent die Regierung nach eigenem Ermessen den Goldpreis festsetzen. Siehe auch: US-Dollar → Goldstandard und Goldverbot
Der Joachimstaler (erstmals 1519 als auch „Guldengroschen“ genannte, böhmische Silbermünze geprägt) war – anderen landesherrlichen Silbermünzen insofern vergleichbar – in seinem Wert noch von der relativen Knappheit des Silbers als Münzmetall bestimmt.
Dann aber – in den Jahrzehnten nach der Entdeckung Amerikas 1492 wurden die Edelmetallschätze der Azteken, der Inkas und anderer alter Reiche nach Europa gebracht. Die Ausbeutung von Gold- und Silber- und Kupferlagerstätten führte zu einem deutlich erhöhten Angebot dieser Münzmetalle. Siehe auch: Spanische Eroberung Mexikos
Besonders bei Silber führte dies zu einer Wertverringerung, die sich auf das lange Zeit feste Wertverhältnis Gold zu Silber von 15 1/2 : 1 auswirkte. Silber wurde billig, die Kaufkraft der Silberwährung sank. Als Folge gaben die meisten Nationen die Silberwährung bis zur Mitte des 19. Jahrhunderts auf. In den USA wurde Silber 1873 demonetarisiert, die freie Ausprägung von Silbermünzen war nicht mehr erlaubt, wenngleich Silbermünzen noch für einige Jahrzehnte – und das nicht nur in den USA – im Verkehr blieben, mehr um dem Besitzer ein Wertgefühl zu verschaffen als einen wirklichen Wert zu verkörpern, zumal man längst kein Reinsilber mehr verwendete, sondern Silber und Kupfer miteinander legierte.
Die Lateinische Münzunion folgte dem Beispiel 1874. Danach gingen alle bedeutenden Nationen zur Goldwährung über. Deutschland 1871, gefolgt von Österreich-Ungarn, Kaiserreich Russland, Kaiserreich Japan und schließlich 1900 den USA mit der Gold Standards Act. Der Wert der nun in Umlauf gelangenden Goldmünzen entsprach genau dem Wert des zu ihrer Herstellung benötigten Goldes.
Eine Sonderstellung nahm England als Mittelpunkt der Sterlingzone ein. Das Pfund Sterling, ursprünglich ein Silberwert (Sterlingsilber), war nur bis 1717 eine gegen Gold eintauschbare Silberwährung, kursierten doch bereits seit 1489 Goldmünzen (Sovereign, Guinee). Im Jahr 1816 wurde eine reine Goldwährung in Kraft gesetzt; diese hatte bis 1931 Bestand.
China gab die Silberwährung als letzte der großen Nationen 1934 auf und ging zu Papiergeld über, nachdem die USA den Weltmarktpreis für Silber nach oben manipuliert hatten.